# Ben Witherington
Ben Witherington, conosciuto anche come Ben Witherington III (High Point, 30 dicembre 1951), è un biblista statunitense.

## Biografia
Witherington ha conseguito il bachelor of arts nel 1974 all'Università della Carolina del Nord a Chapel Hill, il master of divinity nel 1977 al Gordon-Conwell Theological Seminary e il Ph.D nel 1981 all'Università di Durham. Consacrato pastore metodista, dal 1981 al 1984 ha esercitato il suo ministero in una comunità metodista. Nel 1984 è diventato professore all' Ashland Theological Seminary, dove ha insegnato per più di dieci anni. Nel 1995 è diventato professore di Nuovo Testamento all’Asbury Theological Seminary. Nel corso della sua carriera ha insegnato anche al Gordon-Conwell Theological Seminary e alla Duke Divinity School. Gli studi di Witherington hanno riguardato principalmente il Gesù storico, Paolo di Tarso e il Nuovo Testamento. Witherington ha scritto più di quaranta libri e ha partecipato a numerosi programmi radiofonici è televisivi. È sposato e dalla moglie Ann ha avuto due figli.

## Libri principali
- Women in the Earliest Churches, Cambridge University Press, 1988
- Con Ann Witherington (coautore), Women and the Genesis of Christianity, Cambridge University Press, 1990
- Jesus the Sage: The Pilgrimage of Wisdom, T & T Clark, 1994
- The Jesus Quest: The Third Search for the Jew of Nazareth, InterVarsity Press, 1997
- The Paul Quest: The Renewed Search for the Jew of Tarsus, InterVarsity Press, 1998
- New Testament History: A Narrative Account, Paternoster Press & Baker Academic, 2001
- The Gospel Code: Novel Claims About Jesus, Mary Magdalene, and Da Vinci, InterVarsity Press, 2004
- What Have They Done with Jesus?, Harper Collins, 2007
- Making a Meal of It — Rethinking the Theology of the Lord's Supper, Baylor University Press, 2007
- Troubled Waters — Rethinking the Theology of Baptism, Baylor University Press, 2007
- The Problem with Evangelical Theology: Testing the Exegetical Foundations of Calvinism, Dispensationalism, and Wesleyanism, Baylor University Press, 2007
- The Acts of the Apostles, Eerdmans & Paternoster Press, 2001
- Jesus the Seer: The Progress of Prophecy, Fortress Press, 2014